# بوتش مايلز
بوتش مايلز (بالإنجليزية: Butch Miles)‏ هو عازف جاز أمريكي، ولد في 4 يوليو 1944 في أيرنتون في الولايات المتحدة.

## وصلات خارجية
- بوتش مايلز على موقع IMDb (الإنجليزية)
- بوتش مايلز على موقع ميوزك برينز (الإنجليزية)
- بوتش مايلز على موقع أول ميوزيك (الإنجليزية)
- بوتش مايلز على موقع ديسكوغز (الإنجليزية)